# Кашина Мазина (Верчели)
Кашина Мазина је насеље у Италији у округу Верчели, региону Пијемонт.
Према процени из 2011. у насељу је живело 17 становника. Насеље се налази на надморској висини од 192 м.